# Thallomys nigricauda
Thallomys nigricauda és una espècie de mamífer rosegador de la família dels múrids. Viu a Angola, Botswana, Namíbia i Sud-àfrica. Es tracta d'un animal arborícola. El seu hàbitat natural són els matollars amb acàcies. És una espècie en risc mínim, és a dir, no sembla que hi hagi cap amenaça significativa per a la seva supervivència. El seu nom específic, nigricauda, significa ‘cuanegra’ en llatí.